# Nguyễn Thúy Anh
Nguyễn Thúy Anh (sinh ngày 7 tháng 12 năm 1963) là một chính khách Việt Nam. Bà hiện là  Ủy viên Ban Chấp hành Trung ương Đảng Cộng sản Việt Nam khóa XIII, Phó Trưởng ban Chính sách, Chiến lược Trung ương Đảng Cộng sản Việt Nam, Thường trực Tiểu ban Kinh tế - Xã hội Đại hội XIV của Đảng, Đại biểu Quốc hội Việt Nam khóa XV.
Bà từng là Ủy viên Ủy ban Thường vụ Quốc hội, Chủ nhiệm Ủy bạn Xã hội của Quốc hội, Chủ nhiệm Ủy ban Về các vấn đề xã hội Quốc hội.

## Xuất thân
Bà sinh ngày 7/12/1963 tại phường Tiên Cát, Việt Trì, Phú Thọ.

## Giáo dục
- Giáo dục phổ thông: 10/10
- Đại học Luật chuyên ngành Luật quốc tế
- Thạc sĩ Luật công và hành chính công
- Cao học Châu Âu về nghiên cứu quốc tế, chuyên sâu về Luật công và hành chính công

## Sự nghiệp
Trước đó, bà là Phó Chủ nhiệm Ủy ban Về các vấn đề xã hội Quốc hội.
Tháng 1 năm 2016, Tại Đại hội đại biểu toàn quốc lần thứ XII được bầu vào Ban Chấp hành Trung ương Đảng Cộng sản Việt Nam.
Ngày 5/4/2016 được bầu làm Ủy viên Thường vụ Quốc hội.
Ngày 5/4/2016, giữ chức vụ Chủ nhiệm Ủy ban Về các vấn đề xã hội Quốc hội.
Ngày 22/7/2016, tại kỳ họp thứ nhất Quốc hội khóa XIV, được bầu là Ủy viên Ủy ban Thường vụ Quốc hội và giữ chức Chủ nhiệm Ủy ban Về các vấn đề xã hội của Quốc hội
Ngày 30/1/2021, tại Đại hội đại biểu toàn quốc lần thứ XIII của Đảng, được bầu là Ủy viên Trung ương Đảng khóa XIII, nhiệm kỳ 2021-2026.
Ngày 18/2/2025, sau khi Quốc hội khóa XV hợp nhất Ủy ban Văn hóa, Giáo dục và Ủy bạn Xã hội thành Ủy bạn Văn hóa và Xã hội. Bà được miễn nhiệm chức vụ Ủy viên Ủy ban Thường vụ Quốc hội khóa XV, Chủ nhiệm Ủy Xã hội của Quốc hội để làm nhiệm vụ Thường trực Tiểu ban Kinh tế - Xã hội Đại hội XIV của Đảng.
Ngày 3/3/2025, Ban Chính sách, chiến lược Trung ương tổ chức Hội nghị triển khai Quyết định của Bộ Chính trị, Ban Bí thư về công tác cán bộ. Bà Nguyễn Thúy Anh - Ủy viên Trung ương Đảng, nguyên Chủ nhiệm Ủy ban Xã hội của Quốc hội được điều động, phân công, bổ nhiệm giữ chức Phó trưởng Ban Chính sách, chiến lược Trung ương.